# Cade Cunningham
Cade Cunningham (Arlington, 25 settembre 2001) è un cestista statunitense, professionista nella NBA con i Detroit Pistons, che lo hanno selezionato come prima scelta assoluta al Draft NBA 2021.

## Inizi e high school
È nato ad Arlington, Texas. È cresciuto giocando a football americano come quarterback, ruolo che, per sua stessa ammissione, lo ha aiutato a diventare un passatore migliore e un leader sul campo. Cunningham si è poi concentrato sul basket dopo aver visto giocare il fratello al college, diventando poi, durante il suo anno da sophomore, il playmaker titolare della Barnett Junior High School di Arlington.
Nell'estate prima del suo anno da junior si trasferisce alla Montverde Academy di Montverde, Florida, una delle migliori scuole a livello nazionale per la preparazione cestistica. Nell'estate successiva viene nominato MVP del Nike EYBL dopo aver tenuto di media 25,1 punti, 6,6 rimbalzi e 5,2 assist a partita. Nella sua stagione da senior, Cunningham viene raggiunto a Montverde da altre reclute a 5 stelle, tra cui Scottie Barnes, Day'Ron Sharpe e Moses Moody, formando una delle squadre più forti di sempre a livello di high school. Montverde chiude la stagione con 25 vittorie e 0 sconfitte, ed un margine di vittoria medio di 39 punti. A fine stagione Cunningham viene nominato Naismith Prep Player of the Year e MaxPreps National Player of the Year, entrambi assegnati al miglior giocatore della high school. Viene inoltre scelto per partecipare al McDonald's All-American Game, al Jordan Brand Classic e al Nike Hoop Summit, ma i tre eventi vengono cancellati a causa della pandemia di COVID-19.

## College

### Oklahoma State (2020-2021)
Considerato uno dei migliori giocatori della sua classe (il migliore da 247Sports e Rivals e il secondo migliore da ESPN), riceve offerte, tra le altre, da Duke, Kentucky, North Carolina e Oklahoma State scegliendo proprio quest'ultima, anche per il ruolo del fratello nell'organizzazione (è assistant coach). Cunningham è la recluta migliore della storia a scegliere Oklahoma State, e la prima recluta a 5 stelle a fare ciò da Marcus Smart nel 2012. Nonostante la decisione della NCAA di sospendere Oklahoma State dalla March Madness, Cunningham conferma comunque la sua decisione.
Debutta il 26 novembre contro UT Arlington, mettendo a segno 21 punti e 10 rimbalzi. Dopo un'eccellente stagione, in cui fa registrare 20,1 punti, 6,2 rimbalzi e 3,5 assist di media con il 43,8% dal campo e il 40% da tre, viene nominato freshman e giocatore dell'anno della BIG 12, diventando solamente il quarto giocatore di sempre, dopo Kevin Durant, Michael Beasley e Marcus Smart, a vincere entrambi i premi. Viene inoltre inserito nel primo quintetto All-America dall'Associated Press e nominato USBWA National Freshman of the Year. Cunningham diventa successivamente il terzo giocatore della conference (dopo Georges Niang e Alec Burks) a realizzare almeno 25 punti, 5 rimbalzi e 5 assist in una partita del torneo BIG 12 nelle ultime 20 stagioni. Cunningham trascina Oklahoma State fino alla finale del torneo, dopo aver sconfitto la favorita Baylor, dove i Cowboys vengono però sconfitti da Texas, nonostante i 29 punti di Cunningham. Qualificatasi come quarto seed nella March Madness, Oklahoma State non riesce ad avanzare oltre il secondo turno, venendo eliminata da Oregon State.
Il 1º aprile si dichiara eleggibile per il Draft NBA 2021.

## NBA

### Detroit Pistons (2021-)

#### Stagione da rookie (2021-2022)
Senza alcuna sorpresa, il 29 luglio 2021 viene selezionato nel Draft 2021 come prima scelta assoluta dai Detroit Pistons. Cunningham si mette subito in mostra alla Summer League di Las Vegas, dove, dopo aver tenuto le medie di 18,7 punti, 5,7 rimbalzi, 2,3 assist, 1,7 palle rubate e 1,3 stoppate a partita con il 50% da tre, viene incluso nel secondo miglior quintetto della manifestazione.
Dopo aver saltato tutta la preseason e le prime quattro partite di stagione regolare per un infortunio alla caviglia, debutta il 30 ottobre 2021 nella vittoria contro gli Orlando Magic, mettendo a segno 2 punti (1/8 al tiro), 7 rimbalzi e 2 assist. I 2 punti rappresentano il minor numero di punti realizzati al debutto da una prima scelta assoluta dal 2013, quando Anthony Bennett ne realizzò altrettanti. Il 15 novembre 2021, nella sconfitta contro Sacramento, diventa il più giovane giocatore di sempre, all'età di 20 anni e 50 giorni, a chiudere una partita con almeno 25 punti, 8 rimbalzi e 8 assist, battendo il precedente record di LeBron James. Il 6 dicembre realizza invece 28 punti, 11 rimbalzi e 6 assist con 6 canestri da tre punti realizzati, diventando il primo rookie dal 2010 (quando ci riuscì Stephen Curry) a chiudere una partita con almeno 25 punti, 5 assist e 5 triple realizzate. Il 25 gennaio 2022 diventa il secondo rookie di sempre (dopo Michael Jordan) a chiudere una partita con almeno 34 punti, 8 rimbalzi, 8 assist e 4 stoppate. Nella stessa partita diventa il terzo rookie di sempre (dopo lo stesso Jordan e Allen Iverson) a guidare la sua squadra in punti, rimbalzi, assist, palle rubate, stoppate e tiri da tre realizzati. Le sue ottime prestazione gli valgono l'invito per il Rising Star Challenge e per lo Skills Challenge all'All Star Game di Cleveland. Cunningham trionfa nella prima competizione, dove viene anche nominato MVP.
Chiude la stagione con 17,4 punti, 5,5 rimbalzi e 5,6 assist di media a partita, tirando con il 41,6% dal campo e con il 31,4% da tre. Cunningham chiude al terzo posto nella corsa al premio di rookie dell'anno, e viene incluso nel primo quintetto matricole.

## Statistiche

### NCAA
| Anno      | Squadra     | PG | PT | MP   | TC%  | 3P%  | TL%  | RP  | AP  | PRP | SP  | PP   |
| --------- | ----------- | -- | -- | ---- | ---- | ---- | ---- | --- | --- | --- | --- | ---- |
| 2020-2021 | OSU Cowboys | 27 | 26 | 35,4 | 43,8 | 40,0 | 84,6 | 6,2 | 3,5 | 1,6 | 0,8 | 20,1 |
| Carriera  | Carriera    | 27 | 26 | 35,4 | 43,8 | 40,0 | 84,6 | 6,2 | 3,5 | 1,6 | 0,8 | 20,1 |

#### Massimi in carriera
- Massimo di punti: 40 vs Oklahoma (27 febbraio 2021)[30]
- Massimo di rimbalzi: 11 vs Oklahoma (27 febbraio 2021)
- Massimo di assist: 8 vs Oakland (5 dicembre 2020)
- Massimo di palle rubate: 5 vs Oregon State (21 marzo 2021)
- Massimo di stoppate: 2 (5 volte)
- Massimo di minuti giocati: 44 vs Oklahoma (27 febbraio 2021)

### NBA

#### Regular Season
| Anno      | Squadra         | PG  | PT  | MP   | TC%  | 3P%  | TL%  | RP  | AP  | PRP | SP  | PP   |
| --------- | --------------- | --- | --- | ---- | ---- | ---- | ---- | --- | --- | --- | --- | ---- |
| 2021-2022 | Detroit Pistons | 64  | 64  | 32,6 | 41,6 | 31,4 | 84,5 | 5,5 | 5,6 | 1,2 | 0,8 | 17,4 |
| 2022-2023 | Detroit Pistons | 12  | 12  | 33,3 | 41,5 | 27,9 | 83,7 | 6,2 | 6,0 | 0,8 | 0,6 | 19,9 |
| 2023-2024 | Detroit Pistons | 62  | 62  | 33,5 | 44,9 | 35,5 | 86,9 | 4,3 | 7,5 | 0,9 | 0,4 | 22,7 |
| 2024-2025 | Detroit Pistons | 70  | 70  | 35,0 | 46,9 | 35,6 | 84,6 | 6,1 | 9,1 | 1,0 | 0,8 | 26,1 |
| Carriera  | Carriera        | 208 | 208 | 33,7 | 44,6 | 33,9 | 85,3 | 5,4 | 7,4 | 1,0 | 0,6 | 22,1 |

#### Playoffs
| Anno     | Squadra         | PG | PT | MP   | TC%  | 3P%  | TL%  | RP  | AP  | PRP | SP  | PP   |
| -------- | --------------- | -- | -- | ---- | ---- | ---- | ---- | --- | --- | --- | --- | ---- |
| 2025     | Detroit Pistons | 6  | 6  | 41,3 | 42,6 | 17,9 | 83,3 | 8,3 | 8,7 | 1,8 | 1,3 | 25,0 |
| Carriera | Carriera        | 6  | 6  | 41,3 | 42,6 | 17,9 | 83,3 | 8,3 | 8,7 | 1,8 | 1,3 | 25,0 |

#### Massimi in carriera
- Massimo di punti: 43 vs Atlanta Hawks (18 dicembre 2023)[31]
- Massimo di rimbalzi: 12 (2 volte)
- Massimo di assist: 18 vs Miami Heat (16 dicembre 2024)
- Massimo di palle rubate: 4 (2 volte)
- Massimo di stoppate: 4 vs Denver Nuggets (25 gennaio 2022)
- Massimo di minuti giocati: 44 vs Atlanta Hawks (18 dicembre 2023)

## Palmarès

### Nazionale
- FIBA Under-19 World Cup (2019)

### Individuale

#### High school
- Texas District 4-6A MVP (2018)
- Texas Association of Basketball Coaches All-Region Team (2018)
- Nike EYBL All-Atlanta MVP (2019)
- MaxPreps Junior All-America second Team (2019)
- USA Today All-Florida Second Team (2019)
- Naismith Boys High School Midseason Team (2020)
- Naismith Prep Player of the Year (2020)
- MaxPreps National Player of the Year (2020)
- Mr. Basketball USA (2020)
- Florida Gatorade Player of the Year (2020)
- MaxPreps First Team All-America (2020)
- Sports Illustrated First Team All-America (2020)
- McDonald's All-American (2020)
- Jordan Brand Classic (2020)
- Nike Hoop Summit (2020)

#### NCAA
- Associated Press All-America First Team (2021)
- USBWA National Freshman of the Year (2021)
- NABC Freshman of the Year (2021)
- Sporting News Freshman of the Year (2021)
- BIG 12 Player of the Year (2021)
- BIG 12 Freshman of the Year (2021)
- All-BIG 12 First Team (2021)
- BIG 12 All-Freshman Team (2021)
- BIG 12 All-Newcomers Team (2021)
- BIG 12 All-Tournament Team (2021)

#### NBA
- All-NBA Summer League Second Team (2021)
- NBA All-Rookie First Team (2022)
- NBA Rising Stars Challenge MVP (2022)
- NBA Rising Stars Challenge: 1

2022
- All-NBA Team: 1

Third Team: 2025

## Record

### NCAA
- Quarto giocatore di sempre a vincere i premi di freshman e giocatore dell'anno nella BIG 12 (dopo Kevin Durant, Michael Beasley e Marcus Smart).[13]
- Terzo giocatore a chiudere una gara del torneo della BIG 12 con almeno 25 punti, 5 rimbalzi e 5 assist nelle ultime 20 stagioni (dopo Georges Niang e Alec Burks).[16]

### NBA
- Più giovane giocatore di sempre con almeno 25 punti, 8 rimbalzi e 8 assist in una partita.[23]
- Primo rookie dal 2010 a chiudere una partita con almeno 25 punti, 5 assist e 5 triple realizzate.[24]
- Uno dei due rookie di sempre (insieme a Michael Jordan) con almeno 34 punti, 8 rimbalzi, 8 assist e 4 stoppate in una partita.[25]
- Uno dei tre rookie di sempre (insieme a Michael Jordan e Allen Iverson) a guidare la sua squadra in punti, rimbalzi, assist, palle rubate, stoppate e tiri da tre realizzati in una singola partita.[26]

## Vita privata
Il padre di Cunningham, Keith, ha giocato a football come quarterback con la maglia di Texas Tech. Suo fratello maggiore, Cannen, ha giocato a basket al college con SMU, dove ha fatto registrare il record di partite giocate nella storia dell'università, per poi giocare professionalmente per una stagione in Polonia. Cannen è poi diventato l'assistant coach di Oklahoma State a partire dalla stagione 2019-2020. Cunningham ha una figlia, Riley, nata nel 2018.